# Gand (Eppan)
Die Gand (italienisch Ganda) ist eine dörfliche Siedlung und eine Fraktion der Südtiroler Gemeinde Eppan im Überetsch. Die Siedlungsfläche befindet sich südlich des Hauptorts St. Michael an der Grenze zur Nachbargemeinde Kaltern auf Höhen zwischen 405 und 520 m. Obwohl archäologisch und urkundlich bereits eine frühe menschliche Nutzung aus dem näheren Umfeld der Gand bekannt ist, entstand die heutige Siedlung erst nach dem Zweiten Weltkrieg und weist keine historischen Bauten auf. 

## Geschichte
Die Gand ist ein großes Bergsturzgebiet unter dem Gandberg, wo sich auch die Eppaner Eislöcher befinden. Eine Sage berichtet von einer großen Stadt, die hier einstmals bestanden haben soll und aufgrund des blasphemischen Verhaltens der Bewohner von den Gesteinsmassen begraben wurde.
Gand findet sich als Flurname häufig in Tirol (außer in Ladinien) und lässt sich auf indogermanisch *ganda/*glanda ‚Steingetrümmer‘ zurückführen. 
Im näheren Umfeld der Gand wurden frühe menschliche Besiedlungsspuren archäologisch ergraben. 1927 und in den Folgejahren fand man auf den Gandgütern nahe St. Michael Steinkistengräber mit Beigaben, deren Alter auf den Zeitraum um 2200 v. Chr. geschätzt wurde. Eine frühe Erwähnung des Gebiets datiert auf das Jahr 1237 im Zusammenhang mit der Kirche St. Georg in der Gand, deren Überreste heute in Oberplanitzing auf Kalterer Gemeindegebiet liegen. Der Gegendname ist 1491 als „in der Gand“ urkundlich bezeugt.
Die heute bestehende Siedlung geht auf die zweite Hälfte des 20. Jahrhunderts zurück. Zunächst entstanden ab den 50er Jahren im Bereich der Unteren Gand erste Häuser. Bekannt war die Ortschaft damals als Scherbenviertel, da sich hier auch eine offene Mülldeponie befand, die erst Ende der 80er Jahre endgültig geschlossen wurde. Nachdem die Baugründe der Unteren Gand erschöpft waren, entstand ab den 70er Jahren oberhalb der Andreas-Hofer-Straße in der Oberen Gand ein neues Wohnbaugebiet.
Heute ist die Gand eine reine Wohnsiedlung nahezu ohne Dienstleistungsbetriebe. 2016 wurde die mittlerweile 2100 Einwohner umfassende Siedlung zu einer eigenen Fraktion der Gemeinde Eppan erhoben.